# Viducasses

Locatie van de Viducasses in noordoostelijk Gallië

De Viducasses of Viducasii waren een Gallisch volk uit Gallia Lugdunensis. De naam is afgeleid van het Gallische vidu ("woud") en casse ("haar"), wat vertaald kan worden als "met de haren verstrikt in de takken van een boom". De hoofdplaats van de Viducasses was in Araegenus of Araegenue zoals te vinden op de Tabula Peutingeriana, elders geschreven als Aragenuae, hetgeen de locatie van het moderne Vieux is. De naam Vieux is middels de verbasteringen Videocae en Veocae afgeleid van de Viducasses.
Plinius noemt hen voor de Bodiocasses, aangenomen wordt dat dit de Baiocasses zijn. Ptolemaeus schrijft de naam als Οὐιδουκαίσιοι of Οὐιδουκάσσιοι, dus kan aangenomen worden dat dit de Viducasses zijn, echter hij plaatst ze naast de Osismii en de Veneti tussen de Viducasses en de Lexovii. 
Op een inscriptie, de zogenaamde Marmer van Thorigny (gedateerd 238 n.Chr.) worden de Viducasses verbonden aan de daar vereerde Titus Sennius Solemnis; de steen werd evenwel ontdekt in Vieux-la-Romaine en niet in Thorigny.